# حادثه قریب‌الوقوع
حادثهٔ قریب‌الوقوع (سوئدی: Hus i helvete) نام فیلم درامی به کارگردانی سوسن تسلیمی است.
سوسن تسلیمی، کارگردان فیلم، در گفتگوی اختصاصی با «ماهنامهٔ سینماییِ فیلم»، دربارهٔ عنوان فیلم چنین گفت:

«این یک اصطلاح سوئدی است. اگر بخواهیم تحت‌اللفظی به فارسی ترجمه‌اش کنیم می‌شود «خانه در جهنم». ولی در واقع به معنی خانه در جهنم نیست. سوئدی‌ها اصطلاحی دارند، می‌گویند: «vi tar det hus i helvete». منظورشان این است که به زودی اتفاقی می‌افتد، حادثه‌ای در راه است. اسم فیلم را اگر بخواهیم ترجمه کنیم، باید چنین مفهومی را برساند…»

## خلاصه داستان
داستان این فیلم دربارهٔ تقابل فرهنگی میان دو نسل از مهاجران در یک خانواده در کشور سوئد است. در خانواده‌ای ۶ نفری متشکل از یک مادربزرگ، پدر، مادر، ۲ دختر و ۱ پسر، یک عروسی در راه است: عروسی دختر کوچکشان «گیتا». پدر خانواده که بیکار است، قدرت و اختیار سنتی خود را، مدتی است که از دست داده‌است و از این موضوع خشنود نیست، با این حال هنوز سعی می‌کند فرزندانش را تحت کنترل خود داشته باشد و عقاید و ارزش‌های خود را، به آنان بقبولاند. زندگی و امور خانواده، با خیاطی و تلاش مادر می‌گذرد. گیتا می‌خواهد با ازدواجش، از یوغ تحکم‌های پدر خارج شود. دختر بزرگتر خانواده «مینو» با یک پسر سوئدی آشنا و از او باردار شده بود و به اجبار خانواده، بچه را سقط کرده بود. او به دلیل این سرکشی و همچنین به آن سبب که مدتی، به‌عنوان استریپر کار کرده بود، از سوی خانواده طرد شده بود و پیش آنها زندگی نمی‌کرد. اینک بخاطر عروسی خواهرش گیتا، مینو به خانه آمده تا مراسم حضور داشته باشد؛ اما این مراسم، آنگونه که انتظار می‌رود، واقعه‌ای شاد و پرنشاط نیست، چرا که پدر سعی می‌کند قدرت و تحکم سابق خود را بازیابد و آن را بر خانواده اعمال کند و بدین ترتیب، وقایع و حوادثی در راه است…